# Цараев, Алан Альбертович
Алан Альбертович Цараев (1 июля 1999, Анапа, Краснодарский край, Россия) — российский футболист, полузащитник тульского «Арсенала».

## Биография
Уроженец Анапы, где играл его отец Альберт Цараев и остался после завершения карьеры. Тренировался у своего отца в футбольной школе в Анапе, которая являлась филиалом ФК «Краснодар». После выступлений за эту школу у него появилась возможность перебраться в «Краснодар». В 2012 году выступал за команду 1999 года рождения. Поиграл там два года, а затем в 2014 году перешёл в Академию московского ЦСКА, где провёл уже три года. В 2017 году вернулся в Анапу, играл за любительскую команду города, в этом же году выступал за «Афипс-2». В 2017 году решил себя попробовать в астраханском «Волгаре» на сборах в Беларусьсии, где её тренировал Юрий Газзаев. Он сообщил, что уходит из этого клуба во владикавказский «Спартак», и предложил отправиться туда вместе с ним. С 2019 года играет в «Алании», возрождённой на базе «Спартака». 10 мая 2022 года в составе «Алании» принимал участие в выездном полуфинальном матче против московского «Динамо», вышел на замену в перерыве матча вместо Алана Хугаева. 10 июля 2024 года стало известно, что Цараев подписал контракт с тульским «Арсеналом».